# Oland
Ne doit pas être confondu avec Öland.
Oland est l'une des dix îles allemandes des Halligen située dans la mer des Wadden. Constituant avec l'île de Langeneß, la commune de Langeneß, cette île de 96 hectares, abrite l'une des 17 collines artificielles, les Warften, se trouvant le territoire communal. La population est de 30 habitants. Des deux îles, Oland est la plus proche du continent qui se trouve à moins de 2 kilomètres.
Avant la grande onde de tempête de 1634 qui dévasta la côte de la Frise septentrionale, les îles Oland et Langeneß  n'en formaient qu'une seule.
De nos jours, les ïles de Oland et Langeneß sont reliées à Dagebüll, qui se trouve sur le continent, par rail avec un train à voie étroite (Halligbahn Dagebüll–Oland–Langeneß (de)) qui circule sur une digue.